# ウィリアム・オンズロー (第4代オンズロー伯爵)

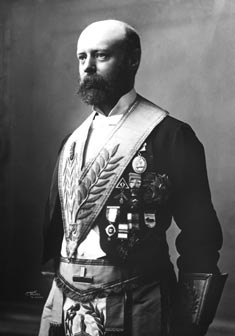
第4代オンズロー伯爵ウィリアム・オンズローの写真

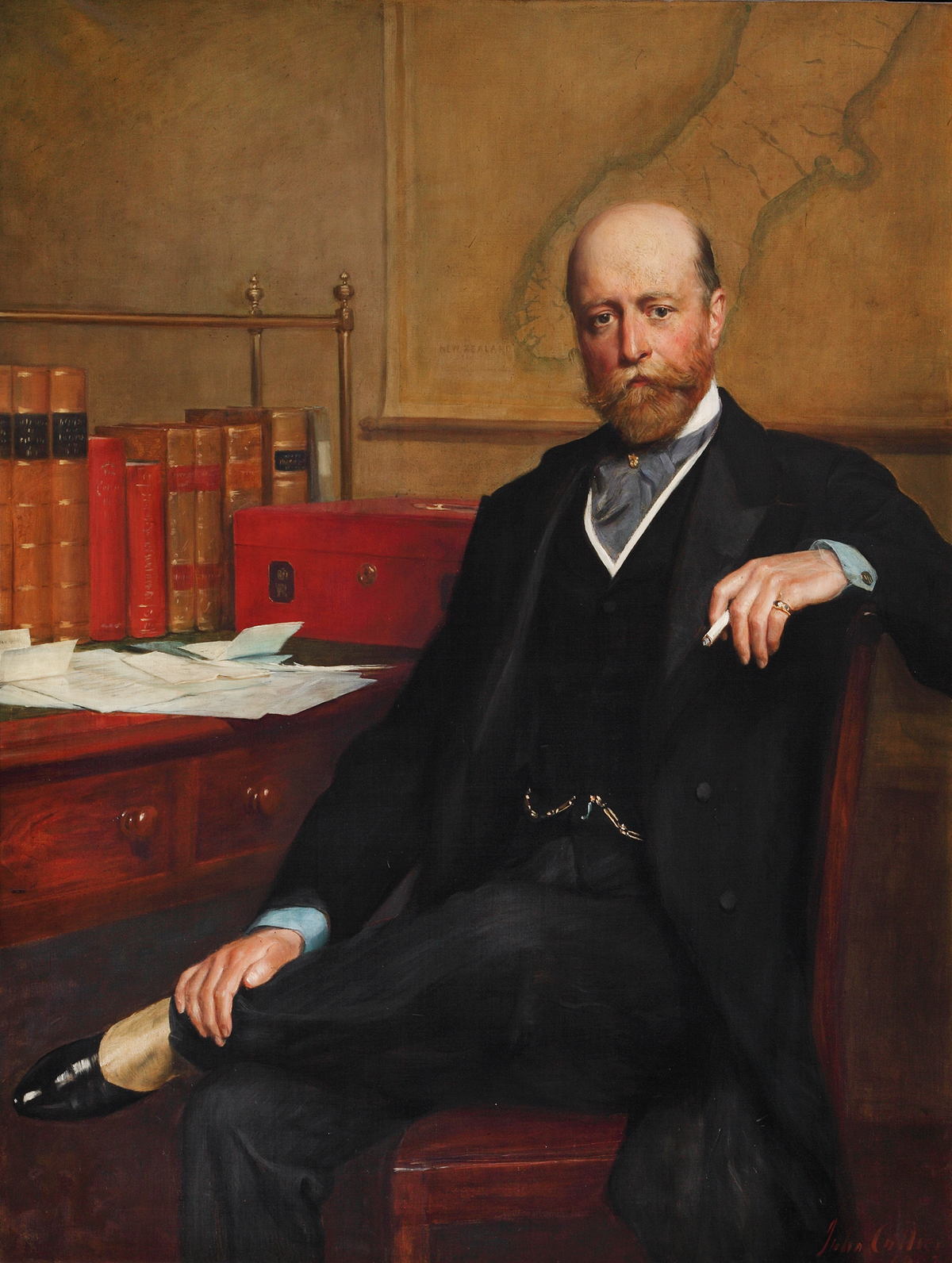
第4代オンズロー伯爵ウィリアム・オンズローの肖像画

第4代オンズロー伯爵ウィリアム・ヒラー・オンズロー（英: William Hillier Onslow, 4th Earl of Onslow, GCMG, PC、1853年3月7日 - 1911年10月23日）は、イギリスの貴族、政治家。

## 経歴
1853年3月7日、ジョージ・オンズロー(第2代オンズロー伯爵トマス・オンズローの孫)とメアリー(旧姓ロフタス)の間の息子としてイングランド・ハンプシャー・オールド・アルレスフォードに生まれる。
イートン校を卒業。在学中の1870年10月24日に大伯父の死により第4代オンズロー伯爵位を継承した。その後、オックスフォード大学エクセター・カレッジへ進学した。
保守党の貴族院議員として1880年と1886年から1887年にかけて侍従たる議員を務めた。1887年から188年まで植民地省政務次官、1888年には通商庁政務次官、1889年から1892年にかけてニュージーランド総督兼最高司令官(Governor General and Commander-in-Chief of New Zealand)、1895年から1900年までインド担当省政務次官、1900年から1903年にかけて植民地省政務次官、1903年から1905年にかけて農業庁長官を務めた。1903年に農業庁長官に就任した際に枢密顧問官に列した
1895年から1911年にかけてはフリーメイソンのイングランド・連合グランドロッジのサリー州におけるグランドマスター代理を務めた。1905年から1911年にかけては貴族院の委員会の議長を務めた。
1911年10月23日にロンドンで死去した。爵位は長男のリチャードが継承した。

## 栄典

### 爵位/準男爵位
1870年10月24日に大伯父アーサー・オンズロー以下の5つの爵位・準男爵位を継承した。
- シュロップシャー州におけるオンズローの第4代オンズロー伯爵
(4th Earl of Onslow, of Onslow in the County of Shropshire)
(1801年6月19日連合王国貴族爵位)
- サリー州におけるクランリーの第4代クランリー子爵
(4th Viscount Cranley, of Cranley in the County of Surrey)
(1801年6月19日連合王国貴族爵位)
- サリー州におけるクランドンの、およびシュロップシャー州におけるオンスローの第7代オンズロー男爵
(7th Baron Onslow, of Onslow in the County of Shropshire and of Clandon in the County of Surrey)
(1716年6月19日創設グレートブリテン貴族爵位)
- サリー州におけるインバーコートの第4代クランリー男爵
(4th Baron Cranley, of Imbercourt in the County of Surrey)
(1776年5月20日創設グレートブリテン貴族爵位)
- 第8代(サリー州における西クランドンの)準男爵
(8th Baronet "of West Clandon, co. Surrey")
(1674年5月8日創設イングランド準男爵位)

### 勲章
- 1887年、聖マイケル・聖ジョージ騎士団(勲章)ナイトコマンダー(KCMG)
- 1889年、聖マイケル・聖ジョージ騎士団(勲章)ナイト・グランド・クロス(GCMG)[2]

## 家族
1875年に第3代ガードナー男爵アラン・ガードナーの娘フローレンスと結婚し、彼女との間に以下の4子を儲けた。
- 第1子（長女）ドロシー・イヴリン・オーガスタ・オンズロー（生没年不詳） - 初代ハリファックス伯爵エドワード・ウッドと結婚
- 第2子（長男）リチャード・ウィリアム・アラン・オンズロー（英語版）（1876年 - 1945年） - 第5代オンスロー伯爵位を継承。
- 第3子（次女）グウェンドリン・フローレンス・メアリー・オンズロー（英語版）（1881年 - 1966年） - 第2代アイヴァー伯爵ルパート・ギネスと結婚
- 第4子（次男）ヴィクター・アレグザンダー・ハーバート・ヒュイア・オンズロー（1890年 - 1922年）